# Ярославичі (Тернопільський район)
Яросла́вичі — село в Україні, у Зборівській міській громаді Тернопільського району Тернопільської області. Розташоване на річці Стрипа, на заході району. До 2016 року — адміністративний центр сільської ради, якій було підпорядковане с. Монилівка. 
Населення становить 244 особи (2007). Село має 8 вулиць, а саме: «Центральна», «Кут», «Зелена», «Бічна», «Горбовиця», «Заріка», «Сонячна».

## Історія
Перша писемна згадка — 1442 року. Перекази свідчать, що село взяло назву від княжих нащадків Ярославичів. Документ 1469 року вказує на збір мита в селі Ярославичі Яном Словінкою — польським «паном» з Поморян. 1598 року Ярославичі серед сіл «Золочівського ключа» маєтностей перейшли з рук панів Черенковських у власність Марка Собєського — діда короля Яна III.
1766 року село мало церкву збудовану з дерева. Після скасування панщини в Австрійській імперії 1848 року в селі 1861 року за кошти громадян збудовано «фігуру», яку освятив о. Андрій Гуніковський. В 1880 році було проведено перепис села, тут мешкав 651 житель у громаді й 59 — у панському дворі. 1866 року була заснована статутова школа яку відвідували 59 дітей. Викладова мова була українська, а першим вчителем — поляк, на прізвище Маліч.
У 1893 році Ярославичах спалахнула епідемія холери, забрала майже третину мешканців. Епідемія виникла в Бродах і розійшлася майже по всій Галичині. 1909 року місцева парафія нараховувала 690 греко-католиків 16 римо-католиків і 35 юдеїв, а завідував нею о. Іоан Олексевич. В школі навчалося 120 дітей.
У Ярославичах під час Першої світової війни відбувся бій кінноти австрійського Золочівського полку уланів і російської 12-ї дивізії, втрати — 969 (Австрія) та 164 (Росія). На території села діяли «Просвіта» та інші товариства, кооперативу.
30 червня 1941 року село відзначилося масовими зібраннями з нагоди Акту проголошення Української Держави у Львові.
У 1946 році в селі створено колгосп «Зоря Перемоги». Першим головою був Лука Антонів.
У селі 1968 року споруджено пам'ятник воїнам, що загинули у Другій світовій війні, насипано символічну могилу Борцям за волю України (1991), встановлено пам'ятний хрест на честь скасування панщини.
Наприкінці 1980-х тут створено сільський хор під керівництвом Мирослава Довганя, який відкривав усі символічні могили на Зборівщині.
У 1987 році створено колгосп «Відродження». Господарство спеціалізувалося на вирощенні зернових культур та цукрового буряка. Тут утримували 750 голів худоби, 200 голів овець і 100 свиней.
Протягом 1990-х село газифіковано і проведено водогін.
12 червня 2020 року, відповідно до розпорядження Кабінету Міністрів України № 724-р «Про визначення адміністративних центрів та затвердження територій територіальних громад Тернопільської області» увійшло до складу Зборівської міської громади.
19 липня 2020 року, в результаті адміністративно-територіальної реформи та ліквідації Зборівського району, село увійшло до складу Тернопільського району.

## Релігія
- церква Пресвятої Трійці (УГКЦ)

## Відомі люди
- Володимир Рак — банкір який певний час очолював Асоціацію українських банків у США. 1944 року пішов добровольцем в УПА й опинився у США.
- Володимир Іванович Костюк — кандидат технічних наук, директор Зборівського технічного коледжу ім Пулюя.
- Зіновій Васильович Мельник — кандидат наук, проживає в м. Київ.
- Володимир Іванович Цуп — кандидат сільськогосподарських наук, проживає в Тернополі.
- Михайло Миколайович Версюк — священник, проживає в Зборові.
- Омелян Михайлович Драпінський — священник проживає в Тернополі.
- Володимир Семенович Копець  — письменник («Моя пісня — молитва»).
- Костюк Богдан Іванович — письменник, народився в селі Ярославичі в сім'ї селянина. Через політичні погляди весь час перебував під наглядом КДБ. Автор численних літературних та педагогічних статей, кінорецензій, багатьох новел та оповідань які друкуються в районних обласних газетах, альманахах і журналах. Член літературної спілки «Поділля». Біль пам'яті — перша прозова книжка присвячена патріотам України — повстанцям УПА.

## Соціальна сфера
Працюють загальноосвітня школа І ступеня, клуб, бібліотека, ФАП, торговельний заклад.

## Галерея

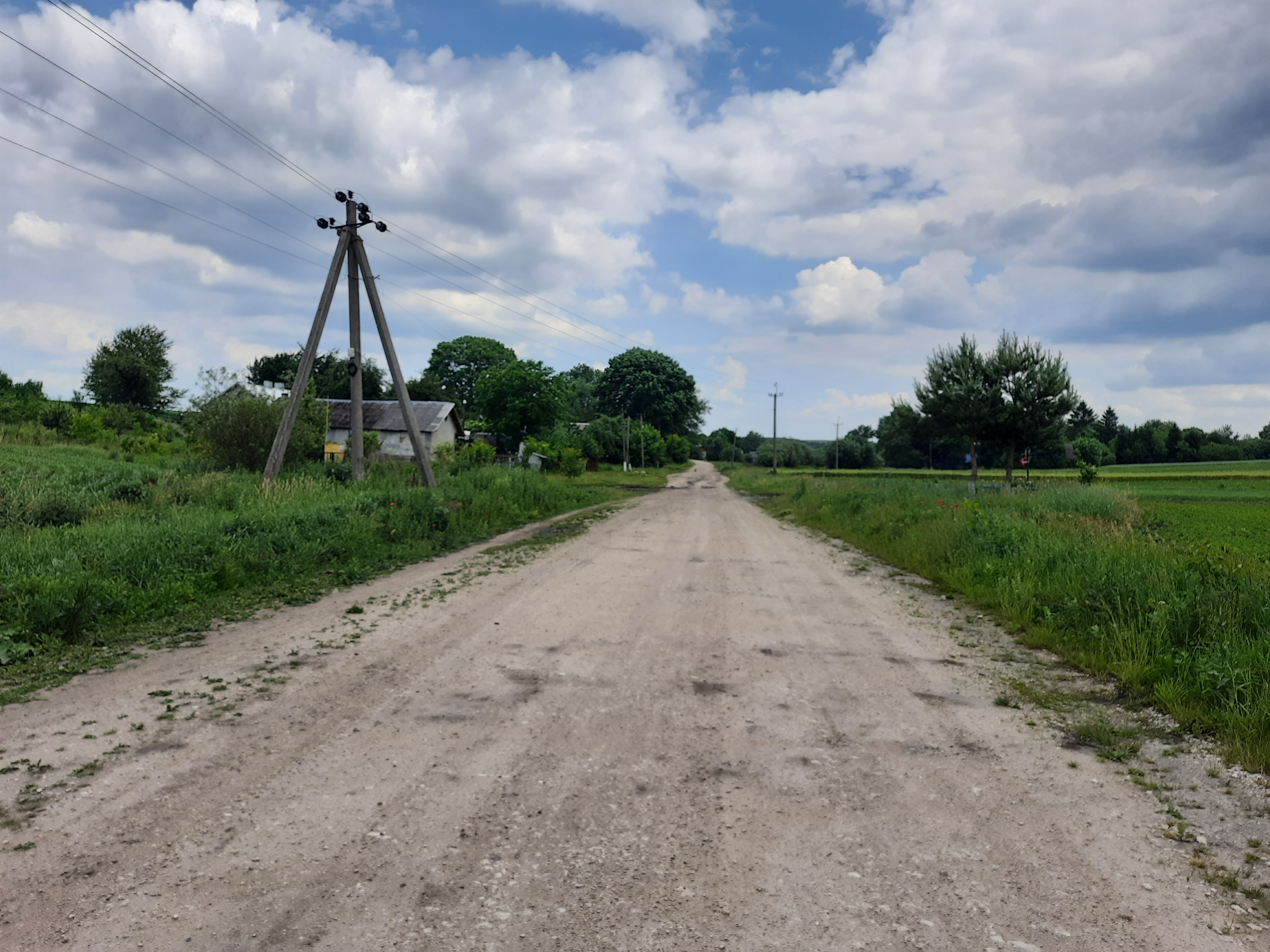
В'їзд у село
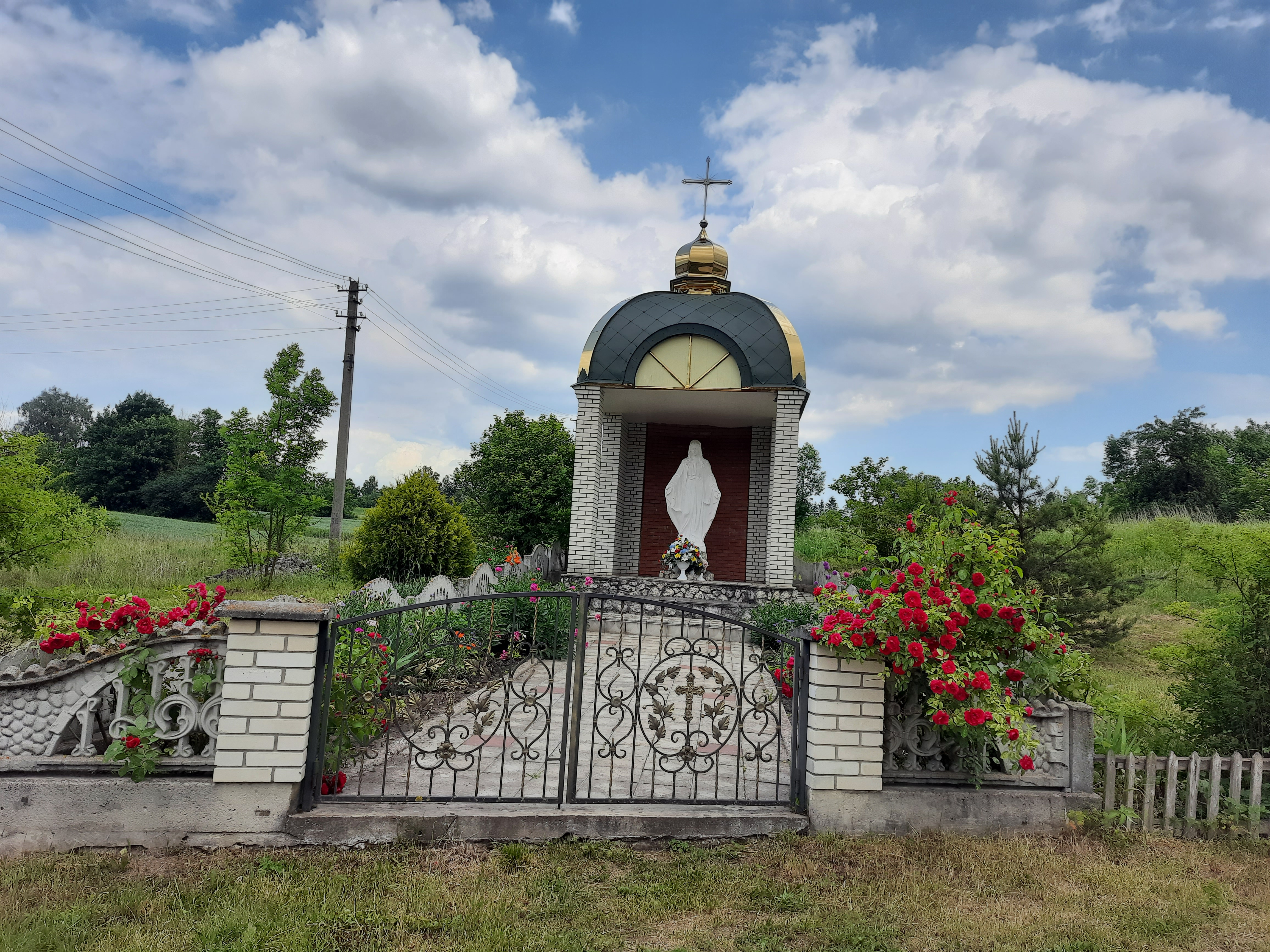
Капличка
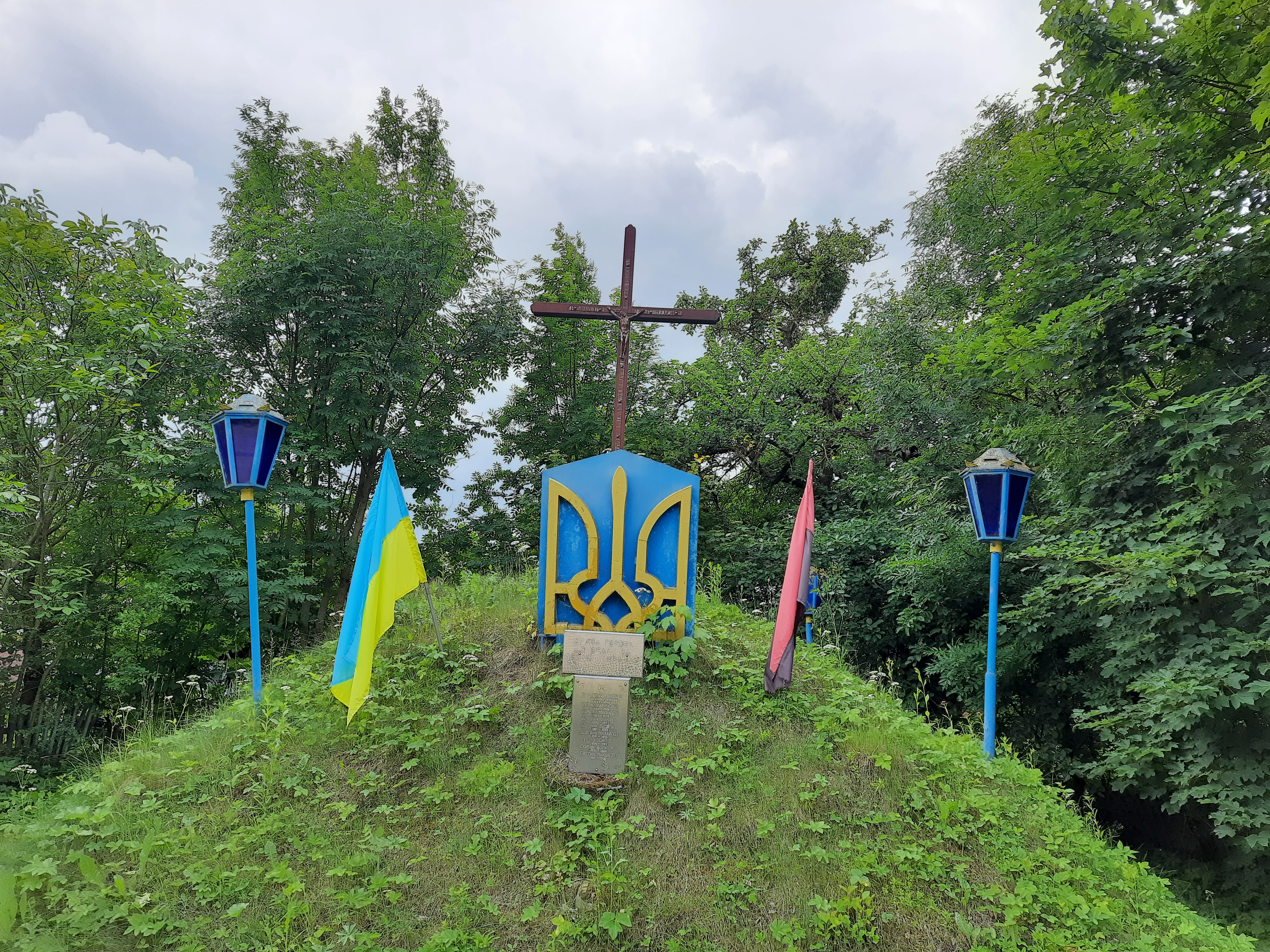
Символічна могила Борцям за волю України
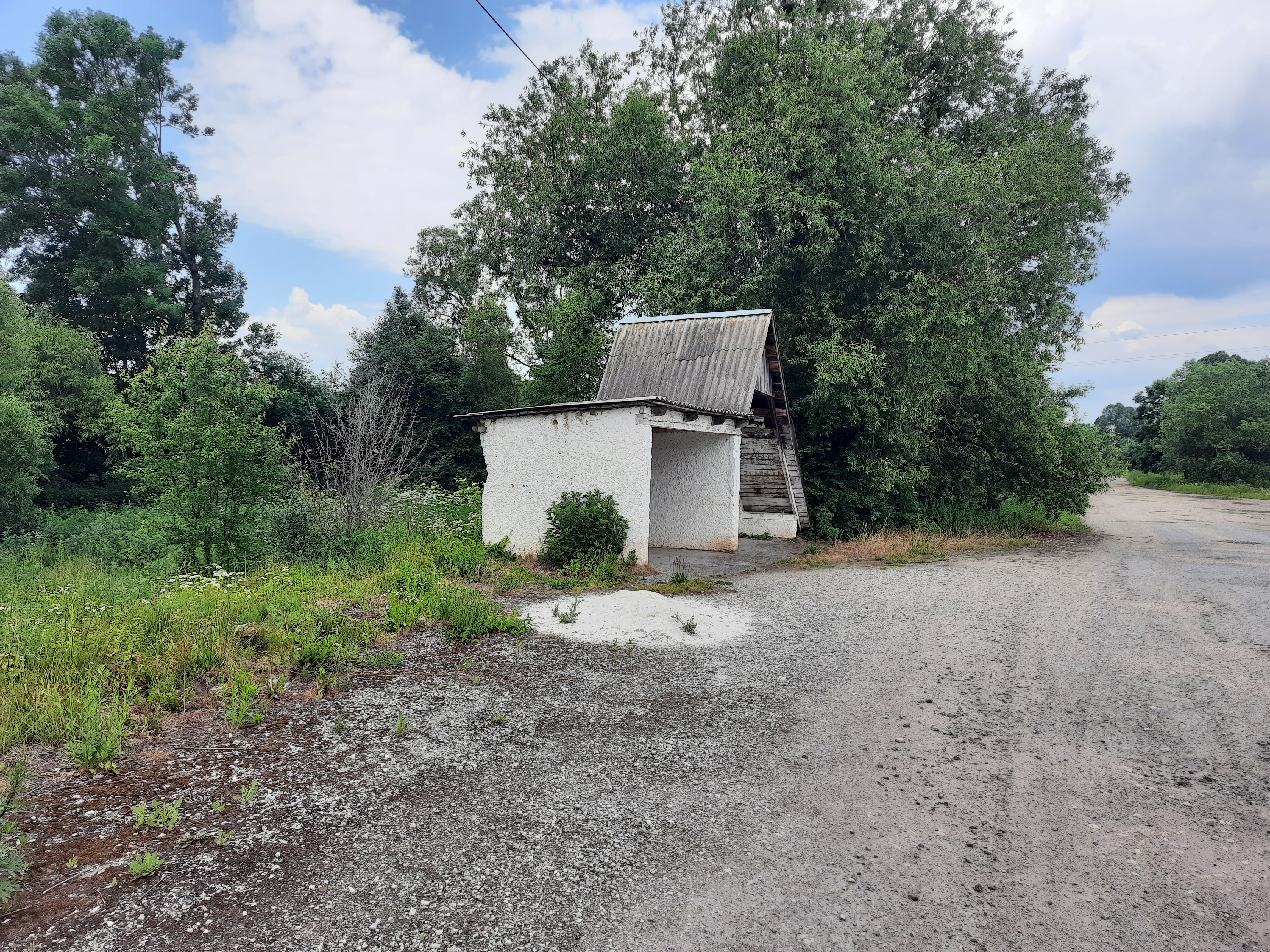
Автобусна зупинка
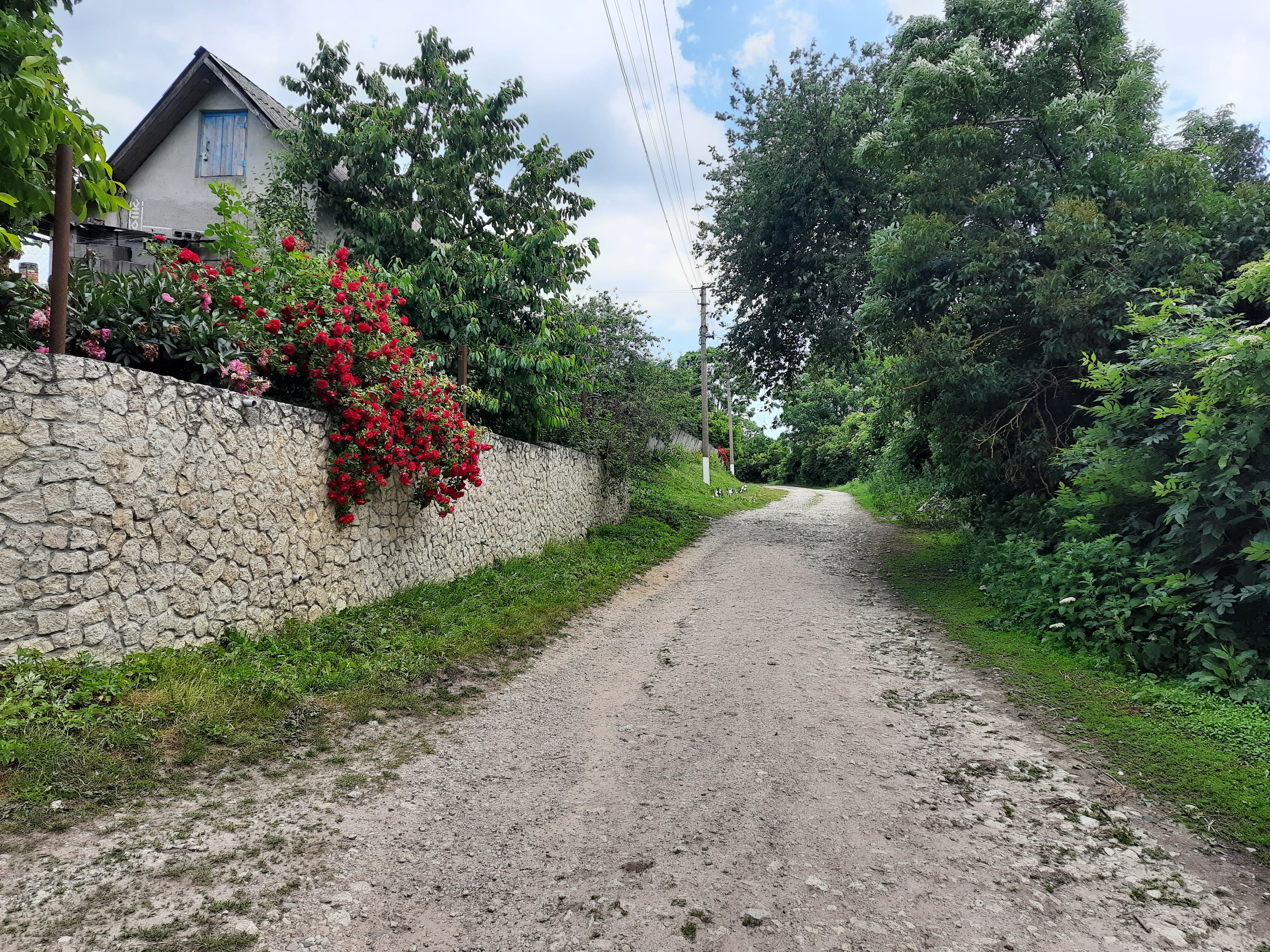
Сільська вулиця